# سامر المحيميد
سامر محمد المحيميد مواليد 1 أبريل 2001، هو لاعب كرة قدم سعودي يلعب حالياً لنادي الهلالية كلاعب وسط.

## مسيرة اللاعب
بدأ في نادي النصر و شارك في برنامج الابتعاث السعودي لكرة القدم و وقع عقد لمدة موسمين مع سلافيا براغ ب التشيكي في فبراير 2022. و انتقل إلى نادي أوفي كريت اليوناني في صيف 2022. و أعير إلى دياجوراس دريوبيديون في صيف 2023 و وقع مع نادي الهلالية في صيف 2024.